# Imberg av Asti
Imberg, född okänt år, död före 744, var en regerande hertiginna av Asti.
Hon var dotter till Ansprand, syster till Liutprand av Langobarderna, gift med Theodon, och mor till Ansulf. Hennes far gjorde hennes make till hertig av Asti genom äktenskap. Efter makens död gjorde brodern hennes son till hertig. När även hennes son avled, blev hon själv med broderns godkännande Astis härskare. Datum för dessa händelser är dock inte kända. 